# Anisodon
Anisodon és un gènere extint de mamífers perissodàctils de la família dels calicotèrids que visqueren a Europa durant el Miocè. Se n'han trobat restes fòssils a Bulgària, Catalunya, França i Grècia. Les espècies d'aquest grup tenien una alçada a la creu d'1,5 m i un pes d'aproximadament 600 kg. L'espècie més basal, A. grande conserva tres petites dents incisives inferiors, absents en l'espècie més derivada. Es nodrien de fulles, llavors, núcules i fruits de closca extremament dura. Ocupaven un nínxol ecològic comparable al dels goril·les. El nom genèric Anisodon significa ‘dents desiguals’.